# Receptaculites
Receptaculites is het naamdragende geslacht voor een uitgestorven groep opvallende benthische mariene geslachten, de Receptaculitidae, die leefde van de Onder-Ordovicium tot het Perm, piekend in het Midden-Ordovicium. De fylogenetische oorsprong van de groep is al lang onduidelijk, maar het huidige begrip is dat de Receptaculitidae kalkhoudende algen waren, waarschijnlijk van de orde Dasycladales. Receptaculitiden leefden in warme, ondiepe zeeën en zijn beschreven vanuit alle continenten behalve Antarctica. In sommige gebieden waren ze belangrijke rifvormers en ze komen ook voor als geïsoleerde exemplaren.

## Kenmerken
Receptaculites en zijn verwanten hebben een dubbel spiraalvormig, stralend patroon van ruitvormige platen, ondersteund door spindelachtige objecten, meroms genoemd. Fossielen kunnen meestal worden geïdentificeerd door de elkaar kruisende patronen van met de klok mee en tegen de klok in rijen van platen of stengelruimten, oppervlakkig vergelijkbaar met de plaatsing van schijfbloemen op een zonnebloem - vandaar de algemene naam 'zonnebloemkoraal'.